# Валмадрера-Казерта
Валмадрера-Казерта (итал. Valmadrera-Caserta) је насеље у северној Италији, у округу Леко, региону Ломбардија.
Према процени из 2011. у насељу је живело 11609 становника. Насеље се налази на надморској висини од 231 м.

## Становништво
| 1931. | 1936. | 1951. | 1961. | 1971. | 1981.  | 1991.  | 2001.  | 2011.  |
| ----- | ----- | ----- | ----- | ----- | ------ | ------ | ------ | ------ |
| 4.979 | 5.332 | 6.032 | 6.921 | 8.865 | 10.041 | 10.645 | 10.871 | 11.612 |